# Desa Ngadimulyo (administrativ by i Indonesien, Jawa Timur, lat -8,23, long 111,63)
Desa Ngadimulyo är en administrativ by i Indonesien.   Den ligger i provinsen Jawa Timur, i den västra delen av landet, 600 km öster om huvudstaden Jakarta.